# The Wellermen
The Wellermen è un gruppo musicale folk composto da quattro cantanti: Bobby Waters, Luke Tayler, Jonny Stewart e Sam Pope; i primi due residenti in America mentre gli altri nel Regno Unito.

## I membri
I quattro non si sono mai incontrati prima del loro successo su Tik Tok:
- Bobby Waters ha studiato nell'Università del Massachusetts[2], laureandosi con un diploma in informatica.
- Jonny Stewart, prima di unirsi al gruppo, era un basso freelance[3] e studiava per diventare contabile.
- Luke Tayler è il più giovane componente della band (19 anni): era il basso della canzone originale Wellerman di Nathan Evans, gli fu chiesto di unirsi al progetto per completare il quartetto.
- Sam Pope non è solo un cantante, bensì anche un attore professionista e un poli strumentista, correntemente impegnato nella produzione musicale itinerante di Bat Out Of Hell, nel Regno Unito.

## Debutto
Sono emersi sulla piattaforma di Tik Tok pubblicando un duetto della canzone "Sea Shanty" (a.k.a Wellerman) che ad oggi conta più di 35 milioni di visualizzazioni. Usarono i proventi di quel fortunato video per finanziare una raccolta fondi poi devoluta alla Marine Conservation Society. Grazie al successo ottenuto sono stati ospiti di eventi come The Brits o show come Ant & Dec’s Saturday Night TakeAway, Last Week Tonight With John Oliver e The Colbert Show & ABC News Australia.

## The Wellermen: l'Album
Dopo aver riscontrato un così ampio successo il gruppo ha fatto uscire il suo primo album, intitolato proprio The Wellermen. Il disco contiene il famoso singolo da cui tutto è iniziato insieme ad altre tracce molto famose rivisitate dai quattro cantanti, tra le quali Misty Mountains e Nancy Mulligan; la prima è tratta dal film e dal libro Lo Hobbit mentre la seconda è una cover di una canzone di Ed Sheeran. Inoltre nell'album non compaiono solo i quattro membri originali del gruppo, ci sono infatti molti featuring con altri artisti indipendenti come ad esempio Malinda e Cullen Vance.La fan base del gruppo conta ad oggi più di 7 milioni di persone e un ammontare di visualizzazioni totali (di tutti i video) pari a più di 40 milioni.